# Menzel Habib
Menzel El Habib o Menzel Habib (àrab: منزل الحبيب, Manzil al-Ḥabīb) és una ciutat de Tunísia, situada uns 65 km al nord-oest de Gabès, a la governació de Gabès. Té una població de 3.000 habitants. A uns 8 km a l'oest hi ha la vila de Sidi Mansour, amb la sabkha de Sidi Mansour. La via de tren corre uns 6 km al sud de la ciutat i, a l'altre costat de la via, cap al sud, hi ha el Djebel Idouli. És capçalera d'una delegació, la més septentrional de la governació, amb una població de 12.140, segons el cens del 2004.

## Administració
És el centre de la delegació o mutamadiyya homònima, amb codi geogràfic 51 56 (ISO 3166-2:TN-12), dividida en set sectors o imades:
- Oued Ezzitoun (51 56 51)
- El Fejij (51 56 52)
- El Mehemla (51 56 53)
- Es-Saki (51 56 54)
- Rabiaa Ouali (51 56 55)
- Zoughrata (51 56 56)
- Menzel El Habib (51 56 57)

Al mateix temps, des de l'11 de setembre de 2015 forma una municipalitat o baladiyya (codi geogràfic 51 21), constituïda pel decret governamental núm. 2015-1275.